# Balistoides conspicillum

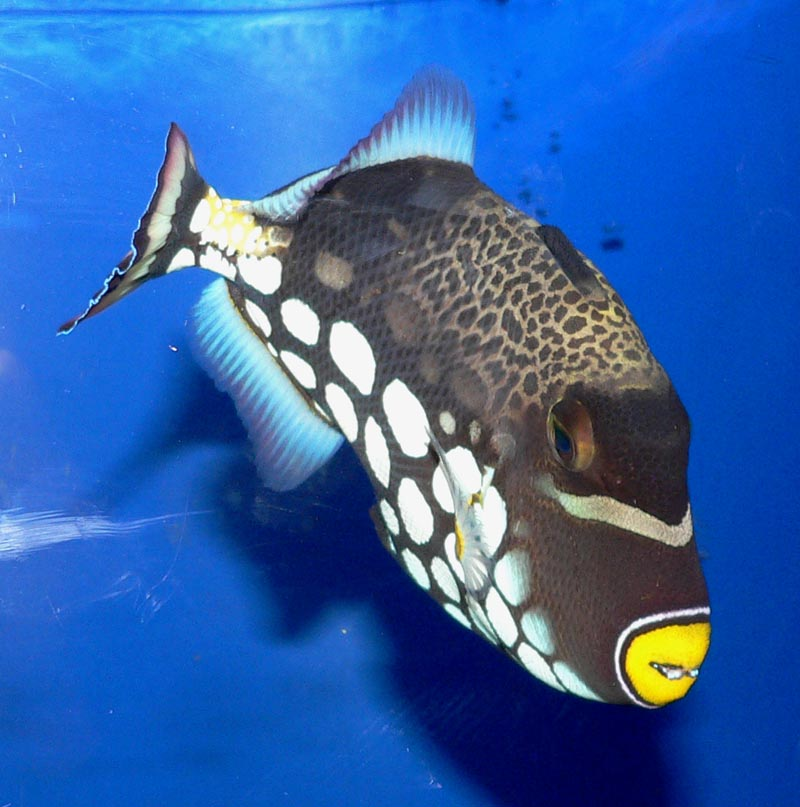

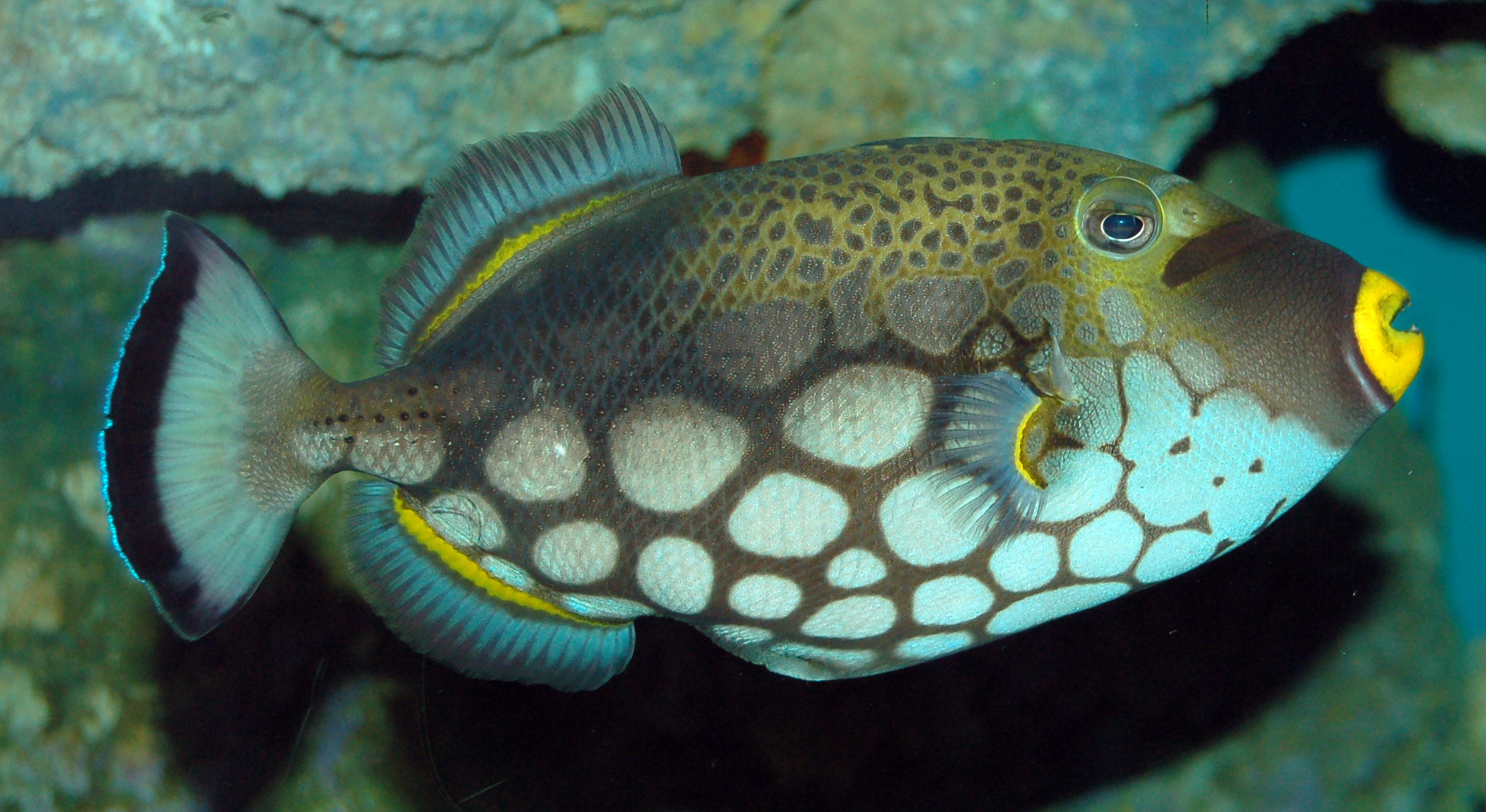

Balistoides conspicillum é o nome científico dado ao peixe-porco-palhaço, é um gênero de peixe-porco do gênero Balistoides. No meio-natural esta espécie vive sobre corais, cascalho e areia. Alimenta-se de caranguejos, ouriços-do-mar e moluscos. As fêmeas defendem os seus aglomerados de ovos munidas de maxilas poderosas e dentes afiados, podendo infligir dentadas perigosas nos mergulhadores que se aproximarem demasiado. Os machos podem atingir 50 cm de comprimento total.
Esta espécie pode ser encontrada desde a costa da África Oriental até Durban (África do Sul), Indonésia, Samoa, sul do Japão e Nova Caledônia.